# Motte Wiebershausen/Niederscherf

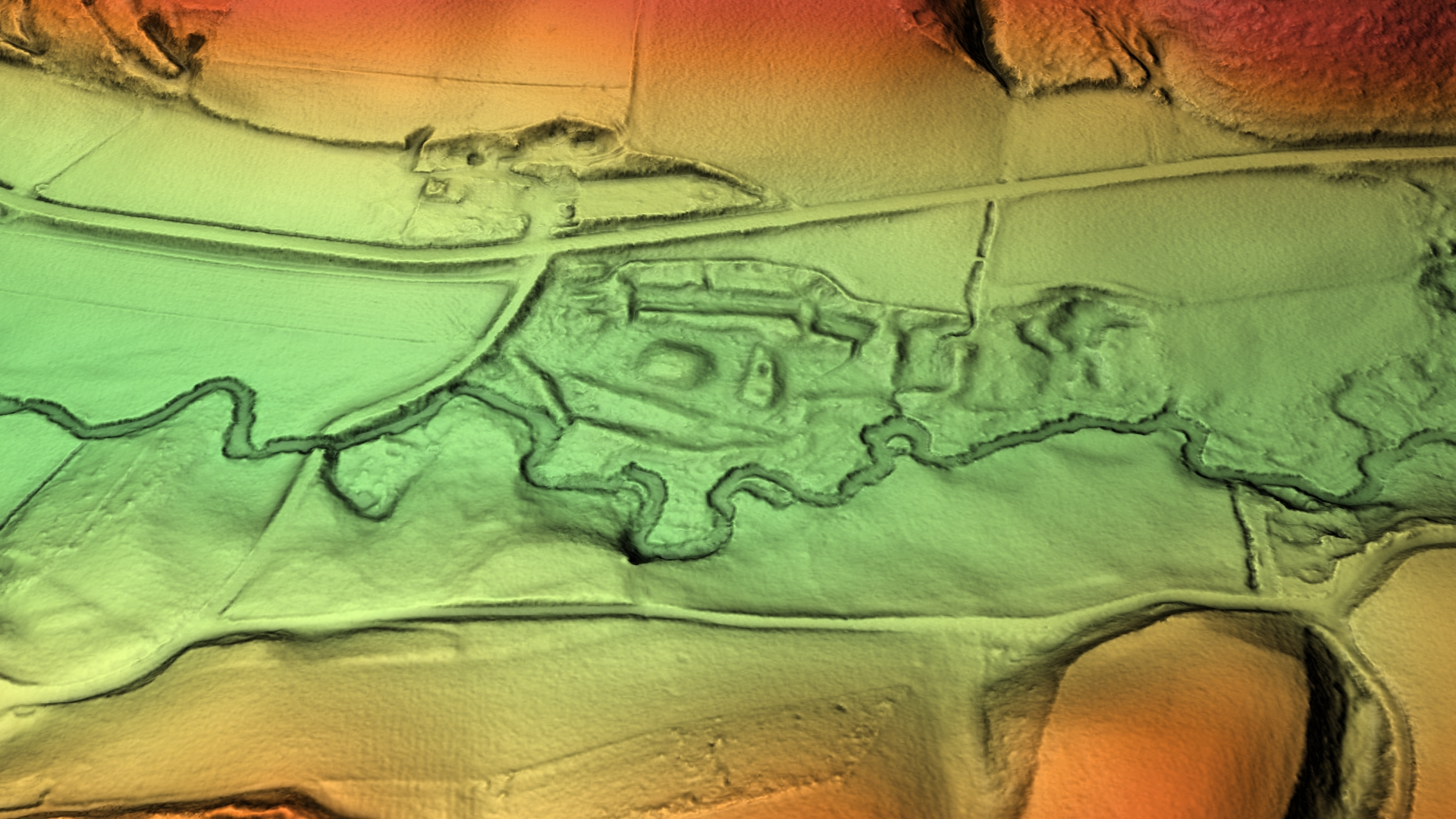
3D-Ansicht des digitalen Geländemodells

Die Motte Wiebershausen, auch Motte Niederscherf genannt, ist eine kleine abgegangene Turmhügelburg (Motte) beim Hof Niederscherf in der Gemeinde Odenthal im Rheinisch-Bergischen Kreis in Nordrhein-Westfalen.

## Beschreibung
Die Burganlage befindet sich im sumpfigen Scherfbachtal, etwa 100 Meter südöstlich des Hofs Niederscherf und 250 Meter nordöstlich des Weilers Wiebershausen. Der nur knapp zwei Meter hoch erhaltene Burghügel hat einen Durchmesser von gut 25 Metern. Er ist von einem umfangreichen Wall-Graben-System umgeben, das eine Vorburg im Osten vermuten lässt.
Das Wall-Graben-System nutzt geschickt zum einen den durch Tal das fliesenden Scherfbach als Begrenzung nach Westen hin und zum anderen einen von Osten herabfliegenden Siefen sowie die bei Niederschlag erheblichen Wasserabflüsse aufgrund der Hanglage zur Bewässerung dort liegender Becken.
Es ist anzunehmen, dass die Motte insgesamt durch einen Wall geschützt war, das zeigt das Digitale Geländemodell (DGM) deutlich. Der äußere Wall, der im Halbrund Richtung Osten vom Scherfbach abging war sicher mit Erdaushub aus dem Graben aufgeworfen, und rund 2 m in der Höhe. Der Hügel wird ebenfalls mit dem angefallenen Aushub erstellt sein. Im südlichen Teil schließen sich an den Wall bzw. Vor den Wall zwei Becken von rund 20 m Länge und 5–7 m Breite sowie ein rund 40–50 m langes Becken an (vgl. DGM). Man kann davon ausgehen, dass diese beiden Becken mit dem Wasser des Siefen und dem Wasser aus den Feldern bewässert wurden und möglicherweise auch dem Fischfang dienten.
Möglicherweise konnte auch die Fläche um die Motte (ggf. auch nur im Notfall) bewässert werden. Die Becken verfügen über Verbindungen in den inneren Bereich um den Hügel, die vermutlich jeweils mit einem Schieber gesichert waren. Theoretisch wäre daher eine Bewässerung des Bereiches innerhalb der Wälle um den Hügel herum möglich gewesen, auch unter Zuhilfenahme des Scherfbaches. Möglicherweise hätte dies zu einer Versumpfung des Geländes geführt, was den Angriff erheblich erschwert hätte. Auch heute noch ist der gesamte Bereich rund um den Hügel innerhalb der Wälle versumpft. Eine Versumpfung zur Erschwerung eines Angriffes war eine durchaus übliche Verteidigungstaktik. Die Formel „Wasser, Sumpf, Steile“ kann bei der Beurteilung mittelalterlicher Anlagen überall angewendet werden. Fehlen diese Formen der Befestigungen, waren es eher sekundäre nicht befestigte Wohnplätze. Aufgrund der klar erkennbaren Wall-Graben-Anlage und der Wassernutzung und ggf. Versumpfung ist hier eindeutig eine ausgeprägte Befestigung anzunehmen. Mangels Damm zum Burghügel ist davon auszugehen, dass ein hölzerner Steg zum Buchhügel geführt haben wird. Wie diese Flutung im Angriffsfall ausgesehen haben könnte, zeigt die nebenstehende farbige Bearbeitung des Geländemodells.
Auf dem Wall dürfte eine Holzpalisade gestanden haben, zudem war es durchaus üblich, Dornengestrüpp anzupflanzen, was den Bereich vor dem Wall schwer passierbar machte.
1994 ließ der Odenthaler Geologe Randolf Link eine Bodenuntersuchung mittels Geomagnetik durchführen. Sie ergab auf dem Hügel nach der Auswertung eine kleinere Struktur von ungefähr 16 mal 16 Metern gegenüber der genannten Gesamtgröße der Motte. Das könnte auf die innere Umfriedung hinweisen. Darin befindet sich wiederum eine weitere Struktur aus Steinen oder Fels – zehn mal fünf Meter groß. Das scheinen laut Bodendenkmalpfleger Manfred Link die tiefsten Fundamente des sonst hölzernen zentralen Bauwerks der Anlage zu sein, eventuell also die Fundamente des Turms.
Die Ausführung als kleine, einfache Turmhügelburg mit hölzernem Turm und wenige Keramikfunde verweisen auf das 11. oder 12. Jahrhundert als Entstehungszeit.
Die Motte stellt wahrscheinlich den älteren Rittersitz der Herren von Scherf dar. Das Geschlecht wurde erstmals im Jahr 1216 urkundlich erwähnt. Ritter Lambert de Scherve gehörte zwei Jahre später zu Graf Adolf III. von Bergs Gefolgsleuten im Fünften Kreuzzug.
Ebenfalls ein Hinweis auf eine Motte liefert eine Überlieferung zum Wappen der Ritter von Odenthal, die im Wappen „einen von einem Bach umschlossen Hügel“, also eine Motte, geführt haben sollen.
Der Rittersitz wurde wahrscheinlich im Spätmittelalter zum Burghaus Amtmannscherf am Oberlauf des Scherfbachs verlegt.
Der Mottenhügel ist unter Nr. 5 in die Liste der Bodendenkmäler in Odenthal eingetragen.
- 3D-Geländemodell der Motte

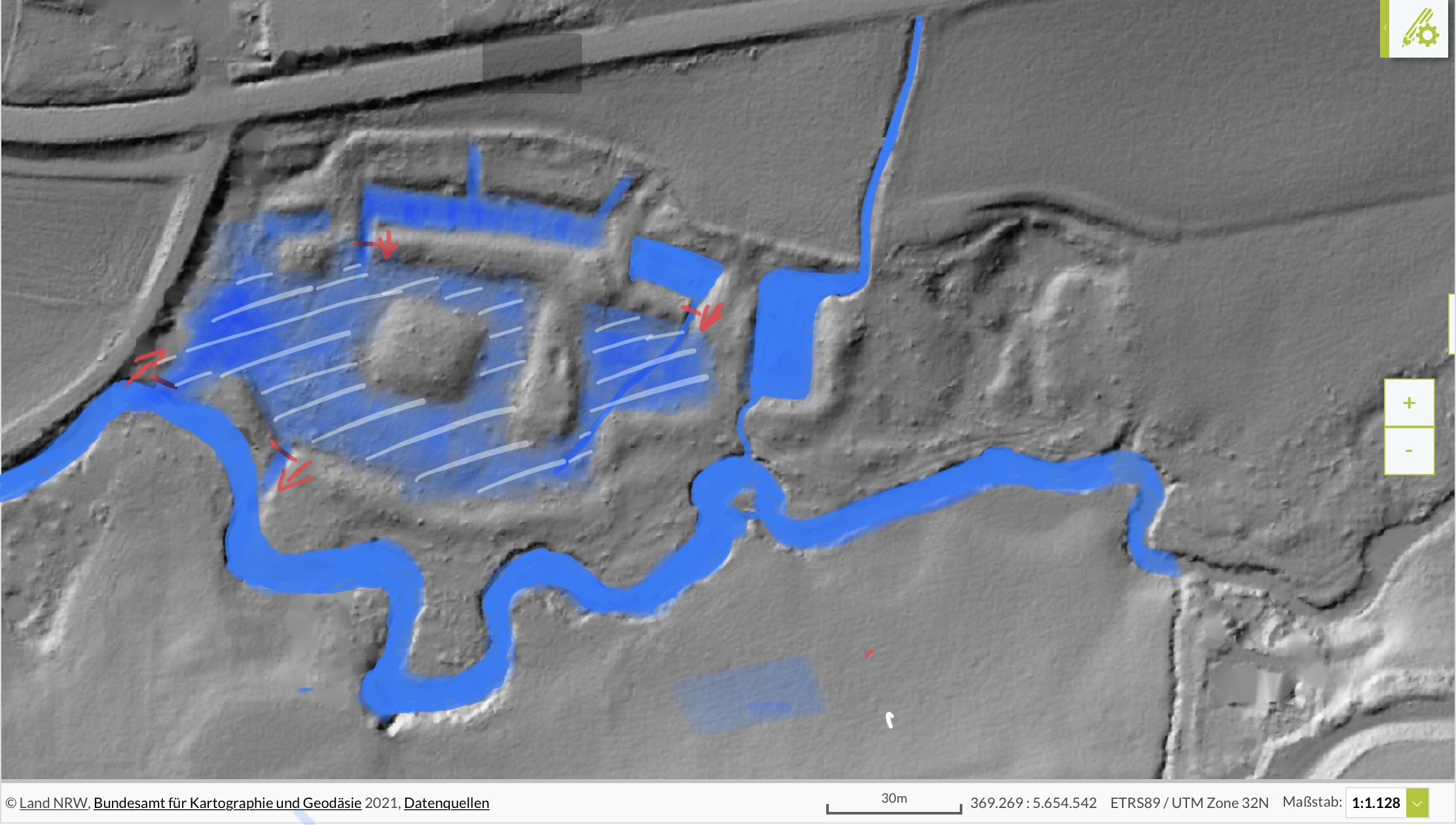
Digitales Geländemodell mit möglichen Wasserflüssen